# Драловка
Драловка — река в России, протекает в Вологодской области, в Сокольском районе. Устье реки находится в 82 км по левому берегу реки Двиница. Длина реки составляет 9 км. В 2 км от устья принимает по правому берегу реку Полокса.
Исток реки находится в 5 км на северо-запад от Воробьёво и в 49 км к северо-востоку от города Сокол. Драловка течёт на юго-запад, крупнейший приток — Полокса. В среднем течении — на реке деревня Шипуново(Сельское поселение Воробьёвское).

## Данные водного реестра
По данным государственного водного реестра России относится к Двинско-Печорскому бассейновому округу, водохозяйственный участок реки — Северная Двина от начала реки до впадения реки Вычегда, без рек Юг и Сухона (от истока до Кубенского гидроузла), речной подбассейн реки — Сухона. Речной бассейн реки — Северная Двина.
Код объекта в государственном водном реестре — 03020100312103000007131.